# Baleshare
Baleshare är en ö i Storbritannien.   Den ligger i kommunen Yttre Hebriderna och riksdelen Skottland, i den nordvästra delen av landet, 800 km nordväst om huvudstaden London. Arean är 9,1 kvadratkilometer.
Terrängen på Baleshare är mycket platt. Öns högsta punkt är 11 meter över havet. Den sträcker sig 8,1 kilometer i nord-sydlig riktning, och 6,1 kilometer i öst-västlig riktning.  Trakten runt Baleshare består i huvudsak av gräsmarker.